# Hyalurga subafflicta
Hyalurga subafflicta är en fjärilsart som beskrevs av Walker 1865. Hyalurga subafflicta ingår i släktet Hyalurga och familjen björnspinnare. Inga underarter finns listade i Catalogue of Life.